# فيكتور نوغويرا
فيكتور نوغويرا (بالإنجليزية: Victor Nogueira) هو لاعب كرة قدم أمريكي في مركز حراسة المرمى، ولد في 17 يوليو 1959 في موزمبيق. لعب مع أتلانتا تشيفز وشيكاغو ستينغ وميلواكي وايف ونادي غوادالاخارا ونيوكاسل يونايتد.